# Sami Eleraky
Sami Eissa Eleraky (* 30. Mai 1993 in Kopenhagen) ist ein dänischer Basketballspieler ägyptischer Abstammung.

## Laufbahn
Elerakys Eltern wanderten von Ägypten nach Dänemark aus. Er spielte als Jugendlicher Fußball und begann mit 14 Jahren in Aalborg mit dem Basketball. Er nahm 2010 und 2011 mit der dänischen U18-Nationalmannschaft an B-Europameisterschaften dieser Altersklasse und 2012 mit der U20-Auswahl des Landes an der B-EM teil. Für die Aalborg Vikings bestritt Eleraky zwischen 2010 und 2012 45 Einsätze in der höchsten Spielklasse Dänemarks (Basketligaen).
Im Frühling 2012 wurde Eleraky als Neuzugang der US-Hochschulmannschaft der University of California, Berkeley vermeldet. Da er aber keine Studienzulassung für die Hochschule erhielt, brachte er zunächst ein Semester an der Barton Community College in Kansas zu, nahm jedoch nicht an Spielen der dortigen Basketballmannschaft teil. In der Saison 2013/14 studierte und spielte der Däne am City College of San Francisco und kam dort auf Mittelwerte von 6,2 Punkten, 5,6 Rebounds sowie 2,5 Blocks je Begegnung. Zur Saison 2014/15 wechselte Eleraky an die ebenfalls in Kalifornien gelegene University of the Pacific. Dort blieb er bis 2017. Die besten statistischen Mittelwerte seiner Zeit bei der Mannschaft aus der ersten NCAA-Division erreichte er in der Saison 2014/15 (3,6 Punkte, 4 Rebounds/Spiel).
Eleraky wurde Berufsbasketballspieler und nahm im Sommer 2017 ein Angebot des spanischen Erstligisten Iberostar Teneriffa an. Dort wurde er Trainingsspieler und leihweise beim spanischen Viertligisten CB Real Club Náutico eingesetzt. Im Februar 2018 bestritt er sein erstes A-Länderspiel für Dänemark.
Für CB Real Club Náutico aus der spanischen Liga EBA spielte er bis 2019, in der höchsten spanischen Spielklasse Liga ACB kam er nicht zum Einsatz. In der Saison 2018/19 erzielte er in 29 EBA-Ligaspielen im Durchschnitt 12,1 Punkte, 8,7 Rebounds und 1,8 Blocks. Ende Juli 2019 wurde Eleraky vom spanischen Drittligisten JAFEP Fundación Globalcaja La Roda als Neuzugang verkündet. Er blieb nur rund einen Monat bei der Mannschaft und wechselte dann zum ägyptischen Meister Al Zamalek. Anfang Februar 2020 kehrte Elraky nach Spanien zurück und stand fortan beim Zweitligisten ZTE Real Canoe unter Vertrag. In der Saison 2020/21 erzielte er in 21 Ligaspielen im Schnitt 5 Punkte und 3,6 Rebounds für Real Canoe. Er stand bis 2021 in Diensten des Zweitligisten.
In der Sommerpause 2021 einigte er sich mit dem spanischen Drittligisten CD Estela aus Santander auf einen Vertrag, Mitte September 2021 kam es auf Wunsch des Dänen zur Trennung. Kurz darauf schloss er sich dem dänischen Erstligisten Randers Cimbria an.
Im September 2023 gab Horsens IC Elerakys Verpflichtung bekannt. Mitte Dezember 2023 wechselte er aus Horsens zum spanischen Drittligisten C.D. Udea Baloncesto. Im Oktober 2024 trennten sich Eleraky und der Verein.